# 꽃이 피는 첫걸음
《꽃이 피는 첫걸음》(花咲くいろは)는 일본의 텔레비전 애니메이션이다. 공식 블로그 등의 웹 상에서는 ‘하나이로’(花いろ)로 줄여 쓰는 경우가 많으며, 제작위원회의 명칭에도 이 약칭이 표기되어 있다. 제작사인 P.A.WORKS의 설립 10주년 기념 애니메이션이기도 하다.

## 개요

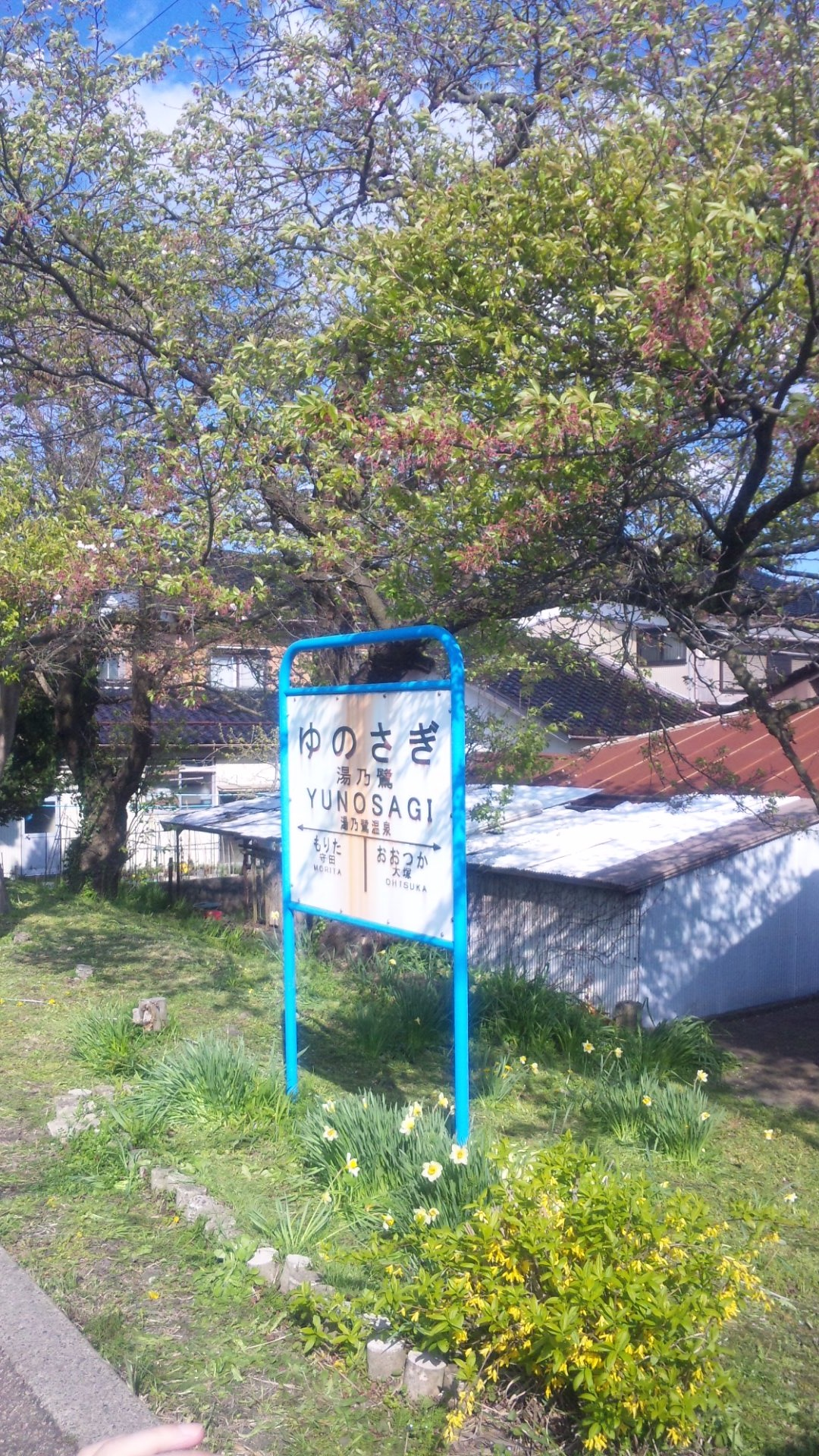
니시기시역에 설치된 〈유노사기〉 알림판.
《꽃이 피는 첫걸음》 방영 이후 설치되었다.

2010년 12월 5일에 이시카와현 가나자와시의 가나자와 21세기 미술관에서 2011년 봄에 방송될 것임을 밝혔다. 감독은 이전에 P.A.WORKS에서 《CANAAN》을 담당하였던 안도 마사히로이며, 애니메이션의 방영에 앞서서 치다 에이토가 그림을 맡은 만화화 작품이 《월간 간간 JOKER》에서 연재되고 있다.
본 이야기는 실재하는 이시카와현의 유와쿠 온천, 노토철도 니시기시역, 가나자와시를 배경으로 한다.
등장 캐릭터의 성에는 이시카와 현의 지역명(와지마시, 오시미즈 정, 쓰루기정, 와쿠라 온천)이나 가나자와시의 지역명(시지마, 도가시)이 사용되고 있다.

## 줄거리
16세 소녀, 마츠마에 오하나는 어머니가 야반도주하여, 한번도 본 적 없는 할머니가 경영하는 온천 여관인 킷스이소(喜翆荘)에서 지내면서 일하며 학교에 다니게 된다. 오하나는 이 여관의 개성적인 종업원이나 같이 지내며 일하는 동급생들과 함께, 여러 힘든 일을 경험하면서 성장해 간다.

## 등장인물
마츠마에 오하나(松前 緒花)
성우 - 이토 카나에/안소이
이 만화의 주인공인 16세 소녀. 신장 147cm, 생일은 11월 30일(사수자리). 원래는 도쿄에서 고등학교를 다니고 있는 평범한 여고생이었지만,엄마가 새로 사귄 애인과 눈이 맞아 야반도주를 하게 된 이후부터는 어머니의 소개로 학교와 사는 곳을 옮기게 되어 외할머니가 운영하고 계시는 여관인 킷스이소 여관으로 가게 된다. 첫날부터 호화롭고 편안한 생활을 기대했으나, 그 기대와는 반대로 일하지도 않는 자, 먹지도 말라는 신조를 지닌 외할머니는 여관에서 지내게 되는 조건으로 여관일을 오하나에게 시키고는, 그 이후부터 킷스이소 여관에서 일하게 되었다. 나름 평범하게 살아온 소녀이지만, 어렸을 때부터 일때문에 잦은 어머니의 부재로 요리와 가사일을 전부터 도맡아서 하고 있었기 때문에 불만을 가지지 않고, 여관일에 적응하며 나름 일을 척척 잘 해나간다. 여주인공답게 열정적이고 한번 맡은 일이면 절대로 포기하지 않고 꾸준히 노력하는 부지런한 성격. 나쁘게 보자면 지나치게 열정적이다. 첫화와 마지막화의 모습을 대비해 보았을 때 가장 성장한 캐릭터이다. 곱슬곱슬한 천연 파마머리가 특징이며, 또래에 비해 키가 작고 체구가 왜소하다는게 특징.
츠루기 민코(鶴来 民子)
성우 - 오미가와 치아키/ 양정화
킷스이소 여관에서 조리사 견습생으로 조리사 일을 담당하며 토오루 밑에서 일하고 있는 소녀. 17세. 신장 160cm, 생일은 4월 5일(양자리).
오하나의 친구이자 같은 반 친구로 여관에서 같은 방을 쓰며 살고 있다. 애칭은 '민치'. 보기와는 다르게 상당한 미소녀이기 때문에, 학교에서는 '민코공주'로 불리며, 심지어 좋아한다고 고백하는 남학생이 있을 정도로 은근히 남학생들에게 인기가 많은 선망의 대상이다. 까칠까칠하고 말수도 적은데다가 대인관계도 그리 완만하지 않은 차가운 성격으로 직설적이며 배려심이 부족하므로 처음보는 타인과는 그렇게 쉽게 친해지지 못하는 성격이다. 또한 적극적인 성격의 오하나에 비하면 자신의 마음을 잘 솔직하게 표현하지 못하는 성격으로 토오루를 짝사랑하고 있음에도 불구하고, 늘 곁에서만 지켜보는 입장이다. 처음에는 매사에 너무 적극적이고 지나치게 관심을 보이는 오하나를 별로 좋아하지 않았지만 이야기가 진행됨에 따라 오하나와의 충돌을 계속 겪어가면서 점점 바뀌어 간다. 이러한 과정을 통해 오하나에게 마음의 문을 열게 되어 나중에는 은근히 오하나를 걱정하고 격려해주는 모습을 보인다.
오시미즈 나코(押水 菜子)
성우 - 토요사키 아키
킷스이소 여관에서 민코와 오하나와 함께 일하고 있는 소녀.17세. 신장 165cm, 생일은 4월 7일(양자리).
키가 작고 어려보이는 외모의 오하나와는 다르게 키가 크고 몸매가 성숙하며 다소 얌전한 이미지이다. 소심하고 내성적인 성격때문에 타인에게 쉽게 말을 건내지 못하며, 부끄럼을 잘 타는 성격으로 처음에는 오하나와 그리 잘 지내지 못하다가, 한참 시간이 지나고 나서야 그녀와 친해진다. 오하나와 나코와 같이 킷스이소 여관에서 일하고, 같은 학교에 다니고 있지만, 다른 반인데다, 같이 살고있지는 않으며 매일 아침 정해진 시간에 일찍 자전거를 타고 여관으로 나와 일을 하고 있다. 현재 밑으로 동생들이 3명이나 있기 때문에 장녀의 역할을 톡톡히 맡아서 하고 있으며 오하나와 마찬가지로 요리와 가사일을 꾸준히 도맡아서 하고 있다. 집에서의 자신의 적극적인 성격이지만 타인에 대해서는 부끄러움을 잘타고 무서움을 느끼기 따문에 이러한 차이를 바로잡기 위해서 노력한다. 특기는 수영으로 어렸을 때부터 수영을 매우 잘했기 때문에 어렸을 때 별명은 '캇파파', 애칭은 '나코치'.
와쿠라 유이나(和倉 結名)
성우 - 토마츠 하루카
킷스이소 여관의 라이벌 여관인 후쿠야 여관의 외동딸. 16세. 천진난만하고 사근사근한 성격으로 처음 보는 사람에게도 거리낌 없이 말을 건낼 정도로 밝고 명랑하다. 대인관계가 넓고 완만한 편으로,전학 첫 날의 오하나와 허물없이 친하게 지낸다. 하지만 누구에게나 웃어주며 친절한 성격과는 다르게 다른 면모로 보면 차가우면서도 딱부러진 면이 있으며, 아무렇지도 않게 말을 내뱉기도 한다. 오하나, 민코와는 같은 반이며, 수려한 용모로 유이나공주라고 불리며 민코공주와 더불어 학교 인기 투톱이다. 하지만 의외로 어렸을 때부터 온갓 가사일을 도맡으며 외로운 시절을 지낸 오하나와는 다르게 부잣집안의 외동딸로 귀여움을 받고 편안하게 커서인지 여관일에는 서투른 면이 있다.
와지마 토모에(輪島 巴)
성우 - 노토 마미코
킷스이소 여관에서 종업원장으로 일하는 여성으로 28세. 소문을 좋아하고 다른 사람 일에 관심을 가지고 도와주는 성격이다. 그때문에 주변 사람이 휘둘리게 되는 문제점이 있지만 배려심이 좋아서 같은 여관에서 일하는 후배소녀들에게는 언니같은 존재로 때때로 자신보다 어린 후배들을 잘 챙겨주고 보살펴준다. 오하나와 나코에게 "언니"라고 불리며, 최근에는 결혼문제에 관해여 상당한 고민을 하고있다.
타네무라 코이치(種村 孝一)
성우 - 카지 유우키
오하나의 소꿉친구로 오하나와 같은 고등학교에 다녔던 남학생. 말수도 적고 수수한 외모를 지녔지만 인내심이 많고,다정하고 자신보다 더 타인을 생각할 정도로 배려심이 깊고 자상하다. 어렸을 때부터 같이 소꼽친구로 지낸 오하나를 좋아하고 있으며, 좋아한다고 고백까지 했지만 아직 오하나가 확실히 대답을 하지 못했기 때문에 현재까지는 오하나의 대답만을 기다리고 있는 실점이다.
일과 사랑 사이에서 오하나가 갈등하게 되는 인물. 종종 오하나와 연락을 주고받으며 지내며,어려운 고민을 지니고 있는 오하나에게 많은 도움과 격려를 준다.
마츠마에 사츠키(松前 皐月)
성우 - 혼다 타카코
오하나의 엄마로 직업은 프리랜서 기자. 나이는 38세. 남편은 15년 전에 사별했다. 굉장히 자유분방하고 긍정적이고 낙천적이다못해 약간 철이 없는 성격. 딸인 오하나를 자신의 어머니인 외할머니가 운영하는 여관에 맡기고 자신은 다른 남자와 야반도주하게 되었다. 종종 일때문에 자주 바쁘기 때문에 딸인 오하나를 어렸을 때부터 제대로 보살펴주지 못했다. 하지만 외할머니 다음으로 여관을 물려받아 경영할정도로 사업가 소질은 지니고 있는 듯하지만, 남동생인 에니시가 물려받아 경영하게 되어있다. 원래 자신의 어머니와는 사이가 좋지 않았으나 최근에는 다시 여관에 방문하여 종종 여관에 자주 안부인사를 물으며 여러 가지 충고와 조언을 해준다.
시지마 스이(四十万 スイ)
성우 - 쿠보타 타미에
오하나의 외할머니이자 킷스이소 여관의 주인. 나이는 68세로 남편이 일찍 세상을 떠난 뒤 혼자서 자식들을 키워내는 등, 꿋꿋히 여관을 이끌어나가고 있다.
일에 있어서는 그 누구보다도 엄격하고 차분하며 생각이 깊은 성격. 고령의 연세를 가졌음에도 불구하고 여관의 실질적인 권한과 경영을 도맡아서 하고있다.자신의 건강과 안위에는 상관없이 항상 여관에 오는 손님들을 우선순위하며 극진히 대접하려는 자세를 지니고 있다.그때문인지 여관 종업원들의 존경을 한몸에 받고 있는 인물이다.
시지마 에니시(四十万 縁)
성우 - 하마다 켄지
오하나의 외삼촌. 32세. 시지마 가문의 장남으로써 킷스이소 여관의 지배인이다. 외할머니 다음으로 킷스이소 여관을 물려받아 경영하게 되어있지만,여관을 경영하는 소질은 누나에 비하면 별로 없어보인다. 원래 자신의 꿈은 영화감독으로 여관의 장남으로 태어나고, 누나가 여관을 물려받았더라면 자신은 영화 감독이 되었을 것이라고 생각하고 있다. 또한 어렸을 때부터 뭐든지 앞서갔던 누나 사츠키에게 은근히 컴플렉스를 품고 있다.
미야기시 토오루(宮岸 徹)
성우 - 마지마 준지
23세. 킷스이소 여관의 젊은 요리사로 민코의 지도역할을 담당하고 있다. 언제나 엄격하게 야유하고 꾸짖는 등 말이나 행동으로 보아 무섭지만 속은 자상하고 배려심이 깊은 성격으로 민코가 좋아하고 있는 상대이다.
토가시 렌지(富樫 蓮二)
성우 - 야마구치 타로
42세. 킷스이소 여관의 주방장으로 과묵하고 차분한 성격이다. 평소에는 굉장한 테크닉으로 실력발휘를 하지만 일단 이 일을 완수해야겠다는 사명감이 깊어지면 의외로 긴장하게 되어 정신적인 압박에 약하기 때문에 오히려 일의 능률이 떨어진다.
카와지리 타카코(川尻 崇子)
성우 - 츠네마츠 아유미
30세. 에니시의 대학 후배로서 에니시가 고용한 경영 컨설턴트 여성으로 한달에 한번씩 와서 여관의 컨설팅일을 담당하고 있다. 고객을 설득할땐 주로 영어 속담을 사용하는 버릇을 가지고 있다. 할머니가 여관을 경영하는 방식을 별로 좋아하지 않으므로 킷스이소 여관의 경영 방식에 참견이 많으며, 킷스이소 여관의 무족건적인 변화를 강조한다. 여주인이 행동하는 방식에 따로 이유가 있음에도 불구하고 여주인의 의사와는 다르게 자신의 방식만을 고집하는 제멋대로인 성격.
지로마루 타로(次郎丸 太朗)
성우 - 스와베 준이치
31세. 소설가. 구석에 처박혀서 생활할 목적으로 맨 처음에 킷스이소 여관에 손님으로 등장하였다. 등장했을 때 자신을 유명한 작가라고 속이고 다녔으나, 알고보니 거짓말이었고, 원래 소설가를 지향하는 사람이었으나 뜻대로 되지않았다. 갑자기 결심을 하고는 여관을 몰래 빠져나가는 등 도주하려다가 붙잡히게 되자 자살소동까지 벌이고 물에 빠져서 죽을 뻔했으나 나코에게 구출되었다. 그 후에 정신차리고 그동안 내지 않은 숙박료를 갚기 위해서 킷스이소 여관에서 일하게 되었다.
스케가와 덴로쿠(助川 電六)
성우 - 쵸(나가시마 유이치)
73세의 남성. 현재 킷스이소 여관의 건축 수리사 겸 업무일지 일을 담당하고 있다. 말수가 적기 때문에 무슨 생각을 하는지 알 수 없는 성격으로, 킷스이소 여관이 개업할 때부터 쭉 남아있었던 종업원으로 여관의 여주인과는 아주 오랫동안 알고 지내오던 사이이다.

## 제작진
- 원작·애니메이션 제작 - P.A.WORKS
- 감독 - 안도 마사히로
- 시리즈 구성 - 오카다 마리
- 캐릭터 원안 - 키시다 메루
- 캐릭터 디자인·총 작화감독 - 세키구치 카나미
- 메인 애니메이터 - 이시이 유리코
- 미술감독 - 토치 카즈오
- 색채 설계 - 이노우에 카츠시
- 촬영감독 - 나미키 사토시
- 편집 - 타카하시 아유무
- 음악 - 하마구치 시로
- 음향감독 - 아케타가와 진
- 프로듀서 - 오시마 야스시, 사이토 시게루, 후쿠라 케이, 키타다 슈이치, 오다 츠요시, 오카무라 타케마, 이나가키 타카히로, 와다 요스케, 카와무라 히토시, 호리카와 켄지
- 제작 - 하나이로 여관조합

## 주제가
오프닝 테마
〈꽃의 색〉(ハナノイロ) (제2화~제13화)
작사·작곡 - 키미코 / 편곡 - nano.RIPE
노래 - nano.RIPE
- 1화에서는 엔딩으로 사용되었다.

〈얼굴 워프〉(面影ワープ) (제14화~)
작사 - 키미코 / 작곡 - 사사키 준 / 편곡 - nano.RIPE
노래 - nano.RIPE
엔딩 테마
"Hazy"
작사 - 사카이 키노 / 작·편곡 - 쿠루스 카츠히코
노래 - 스피어
사용 화수 - 제2,3,4,5,7,9,10,12,13화
〈달빛과 그네〉(月影とブランコ)
작사·작곡 - 키미코 / 편곡 - nano.RIPE
노래 - nano.RIPE
사용 화수 - 제6화
〈꿈의 길〉(夢路)
작사·작곡 - 키미코 / 편곡 - nano.RIPE
노래 - nano.RIPE
사용 화수 - 제8,26화
〈세포 기억〉(細胞キヲク)
작사·작곡 - 키미코 / 편곡 - nano.RIPE
노래 - nano.RIPE
사용 화수 - 제11화
〈꽃이 피는 첫걸음〉(はなさくいろは)
작사 - 하라다 이쿠코 / 작곡 - 미트 / 편곡 - 클램본
노래 - 클램본
사용 화수 - 제14화
삽입곡
〈립싱크〉(リップシンク)
작사 - 키미코 / 작곡 - 사사키 준 / 편곡 - nano.RIPE
노래 - nano.RIPE
삽입 화수 - 제1화
〈봄의 저 편에〉(春の向こう)
작사 - 하라다 쿄다이 / 작곡 - 타자키 신야 / 편곡 - Rey
노래 - Rey
삽입 화수 - 제2화, 제3화
〈달빛과 그네〉(月影とブランコ)
작사·작곡 - 키미코 / 편곡 - nano.RIPE
노래 - nano.RIPE
사용 화수 - 제9화
〈긴 여행길의 도중〉(長い旅路の途中)
작사 - 하라다 쿄다이 / 작곡 - 사카모토 카츠유키 / 편곡 - Rey
노래 - Rey
삽입 화수 - 제12화
이미지 송
〈파트리시아〉(パトリシア)
작사 - 키미코 / 작곡 - 사사키 준 / 편곡 - nano.RIPE
노래 - nano.RIPE
〈꿈의 길〉(夢路)
작사·작곡 - 키미코 / 편곡 - nano.RIPE
노래 - nano.RIPE

## 방영 목록
| 화수   | 부제 (원제/풀이)                                     | 각본              | 그림 콘티       | 연출              | 작화감독                                    |
| ------ | ---------------------------------------------------- | ----------------- | --------------- | ----------------- | ------------------------------------------- |
| 제1화  | 十六歳、春、まだつぼみ (열 여섯, 봄, 아직 봉오리)    | 오카다 마리       | 안도 마사히로   | 안도 마사히로     | 세키구치 카나미                             |
| 제2화  | 復讐するは、まかないにあり (복수는 먹거리에서부터)   | 오카다 마리       | 시노하라 토시야 | 쿠라카와 히데아키 | 스즈키 미사키 코지마 아스카                 |
| 제3화  | ホビロン (쭈비론)                                    | 오카다 마리       | 안도 마사히로   | 카키모토 쿄다이   | 이시이 유리코                               |
| 제4화  | 青鷺ラプソディー (왜가리 랩소디)                     | 오카다 마리       | 안도 마사히로   | 안자이 타케후미   | 요시다 유코                                 |
| 제5화  | 涙の板前慕情 (눈물의 키친 러브스토리)                | 히구치 타츠히토   | 오카무라 텐사이 | 카오리            | 히즈카 마사시                               |
| 제6화  | Nothing Venture Nothing Win (모험없이는 성공도 없다) | 우라하타 타츠히코 | 허종            | 허종              | 미타케 리에 마에다 미치요                   |
| 제7화  | 喜翆戦線異状なし (킷스이 전선 이상 무)               | 코야나기 케이고   | 오카무라 텐사이 | 모리오카 히로시   | 야마우치 나오키                             |
| 제8화  | 走り出す (달리다)                                    | 우라하타 타츠히코 | 안자이 타케후미 | 안자이 타케후미   | 스즈키 미사키 코지마 아스카                 |
| 제9화  | 喜翆荘の一番長い日 (킷스이소의 가장 긴 하루)         | 우라하타 타츠히코 | 시노하라 토시야 | 쿠라카와 히데아키 | 이시이 유리코 카와즈라 코스케 코지마 아스카 |
| 제10화 | 微熱 (미열)                                          | 니시무라 준지     | 시노하라 토시야 | 하뉴 나오야스     | 타나카 하루카 오치아이 히토미               |
| 제11화 | 夜に吼える (어둠에 울부짖다)                         | 오카다 마리       | 안도 마사히로   | 시노하라 토시야   | 카와즈라 코스케 요시다 유코                 |
| 제12화 | 「じゃあな。」 (안녕)                                | 오카다 마리       | 타치바나 마사키 | 허종              | 허재선                                      |

제 13화
시지마의 여자 - 기억 MIX-

## 인터넷 라디오
HiBiKi Radio Station과 온센을 통해 인터넷 라디오 《봉보리 라디오 하나이로 방송국》이 2011년 4월 8일부터 제공되고 있다.
진행자
- 이토 카나에(마츠마에 오하나 역)
- 노토 마미코(와지마 토모에 역)

게스트
- 오미가와 치아키(츠루기 민코 역) - 제2회, 제5회, 제8회, 제11회
- 토마츠 하루카(와쿠라 유이나 역) - 제3회, 제7회, 제10회, 제14회
- 토요사키 아키(오시미즈 나코 역) - 제4회, 제6회, 제9회, 제12회
- 카지 유우키 (타네무라 코이치 역) - 제13화